# Besko
Besko è un comune rurale polacco del distretto di Sanok, nel voivodato della Precarpazia.
Ricopre una superficie di 27,6 km² e nel 2004 contava 4 250 abitanti.